# フレッシュガンガン
『フレッシュガンガン』 (Fresh GANGAN) は、スクウェア・エニックスが刊行していた日本の漫画雑誌『月刊少年ガンガン』の増刊号。年1 - 2回刊。

## 概要
元々『フレッシュガンガン』の雑誌名は1991年に創刊した『月刊少年ガンガン』の増刊として1992年4月に季刊ペースで発刊した増刊号で使われていたものである。少年ガンガン本誌で開催していた漫画賞の受賞作を中心に、新人の読み切り作品を中心に掲載していた本増刊は1996年5月に『ガンガンWING』へ改称し、1999年3月に本誌より独立創刊。2001年には『月刊ガンガンWING』となった。
WINGの独立創刊に伴い2001年には新たな増刊として『ガンガンパワード』が発刊しているが、パワードも2006年に隔月刊化して以降はオリジナルの連載に重点を置いた編集方針となり、2009年2月まで刊行された後にWINGとの編集体制統合を経て、共に現在の『月刊ガンガンJOKER』の前身となっている。
これに対し、第2次『フレッシュガンガン』はパワードの連載作品強化に伴い新人育成の場を設ける必要性から2007年3月22日に発刊され、2008年以降はパワードの発刊時と同様に年2回ペースで4月と10月に刊行されている。なお、第1次『フレッシュガンガン』との共通点は雑誌名と少年ガンガンの増刊であることの2点のみであり、編集体制上は全くの別物である。
掲載作品の大半は新人の読み切り作品であるが、少年ガンガンやガンガンONLINE連載作品の番外編が掲載される場合もあった。2010年春期を以て紙媒体での発行を終了し、以後はガンガンONLINEの連載権獲得を賭けた新人・若手漫画家が参加するコンペティションのコーナー名として継承されている。

### フレッシュガンガン コミック・トライアル
2009年10月22日発売の2009年秋号で、掲載作品16点の投票を本誌の綴じ込みハガキとガンガンONLINEの投票フォームで連動して行っていた。

## 主な掲載作品
後に連載化された作品を中心に挙げる。
- トライピース（丸智之） - 2007年春号掲載、後に少年ガンガン連載
- ちょく!（谷川ニコ） - 2008年春号掲載、後にガンガンONLINE連載
- 男子高校生の日常（山内泰延） - 同
- 狂想のシミュラクラ（吉村英明） - 2008年秋号掲載、後にガンガンONLINE連載
- ばのてん!（河添太一） - 2009年春号掲載、後に少年ガンガン連載

### ガンガンONLINEのコーナー化以降
- 桂木さん家の日常（鳴海けい） - 2010AUTUMN1位、ガンガンONLINEで連載予定
- ダンデライオン（赤星夕） - 2011SPRING1位、ガンガンONLINEで連載予定